# Melchie Dumornay
Melchie Daëlle Dumornay (auch bekannt unter dem Namen Corventina; * 17. August 2003 in Mirebalais) ist eine haitianische Fußballspielerin.

## Karriere

### Klub
Melchie Dumornay entstammt der Jugendabteilung der AS Tigresses. Sie wurde von Stade Reims gescoutet und auch von Olympique Lyon zu einem Probetraining eingeladen. Aufgrund ihres Alters und der zu der Zeit andauernden Unruhen in Haiti kam es jedoch nicht zu einem Wechsel. Dieser folgte dann erst im Jahr 2021, als sie sich nun in Frankreich Reims anschloss. Hier schlug sie gleich ein und erhielt den Titel als beste Spielerin des Monats Dezember 2022 der Division 1 Féminine 2022/23. Im Januar 2023 wurde bekannt gegeben, dass sie sich zur Saison 2023/24 Lyon anschließen wird.

### Nationalmannschaft
Nach der U-15 war sie ab 2017 für die U-17-Nationalmannschaft von Haiti aktiv. Später war sie dann auch in der U-20 aktiv, mit der sie sich für die CONCACAF-Meisterschaft im Jahr 2018 qualifizierte. Über den dritten Platz qualifizierte sie sich mit ihrer Mannschaft auch zur Teilnahme an der Weltmeisterschaft 2018. Auch bei der U-20-CONCACAF-Meisterschaft im Jahr 2020 war sie dabei und gewann mit 14 erzielten Toren hier den goldenen Schuh.
Ihr erstes Spiel in der A-Nationalmannschaft war am 29. Januar 2020 bei einer 0:4-Niederlage gegen die USA während der Qualifikation für die Olympischen Spiele 2020. Im Juli 2022 war sie schließlich auch Teil des Kaders bei der CONCACAF W Championship 2022 und wurde hier zur besten jungen Spielerin, also auch in die 11 des Turniers gewählt. Durch die Platzierung in dem Turnier war sie dann mit ihrer Mannschaft auch bei dem Playoff-Turnier um die Qualifikation zur Weltmeisterschaft 2023 dabei. Hier gelangen ihr im Finale gegen Chile die beiden Treffer zum 2:1-Sieg und damit die Qualifikation für die Endrunde.

## Auszeichnungen
Die CONCACAF gab am 24. Oktober 2024 bekannt, dass Dumornay in der Kategorie Frauen der Titel „Spielerin des Jahres“ zuerkannt wurde. Sie trat damit die Nachfolge der Jamaikanerin Khadija Shaw an. Es war das erste Mal, dass eine Haitianerin diesen prestigeträchtigen Preis erhielt.
Anfang August 2025 wurde bekannt, dass Dumornay als eine von 30 Spielerinnen für den Ballon d'Or 2025 nominiert wurde.